# Premio Nacional Eugenio Espejo
El Premio Nacional Eugenio Espejo es el premio nacional de la República del Ecuador a favor de personas u organismos públicos o privados que destacan en el ámbito cultural del país. Fue instituido el 16 de agosto de 1975, durante el régimen del general Guillermo Rodríguez Lara, quien dictó al respecto los decretos números 677 y 699. El premio es conferido por el Presidente de Ecuador el 9 de agosto, día que en este país se celebra el Día de la Cultura Nacional y de la Casa de la Cultura Ecuatoriana.

## Procedimiento para su otorgamiento
El Consejo Nacional de la cultura (CNC) es el encargado de elaborar una lista, agrupando en ella a los finalistas nominados para recibirlo, sobre la base de las siguientes tres categorías:
- Actividad cultural y artística (hasta 2011 dividido en dos categorías)
- Actividad literaria
- Actividad científica

El jefe de Estado entonces selecciona, de aquella lista, a los ganadores, a quienes se les concede una suma de dinero, un diploma, una medalla y una pensión vitalicia.

## Galardonados
Desde 1975, cuando se instituyó el Premio Eugenio Espejo, ha tenido varios cambios. Al principio la entrega era cada dos años y solo se entregaba a una persona. Desde 1986 se segmentó en cuatro categorías: actividad cultural, actividad artística, actividad literaria y actividad científica, con una entrega anual. Entre 2001 y 2011 hubo un reconocimiento a instituciones públicas o privadas relacionadas con una actividad cultural. Desde 2012 no solamente se elimina el reconocimiento a las instituciones, sino que se agrupan los correspondientes a la actividad cultural y artística en uno solo, pero se mantienen los de actividad literaria y de actividad científica.
En diferentes años no se entregó este premio. A partir del año 2018 se restablece la bianualidad del Premio y la conformación de un Comité de Selección que presenta ternas al presidente de la república para su resolución.

### De 1975 a 1984
| I   | 1975 | Benjamín Carrión           | Benjamín Carrión      | Benjamín Carrión      | Benjamín Carrión      |
| II  | 1977 | Jorge Carrera Andrade      | Jorge Carrera Andrade | Jorge Carrera Andrade | Jorge Carrera Andrade |
| III | 1979 | Alfredo Pareja Diezcanseco |                       |                       |                       |
| IV  | 1981 | Demetrio Aguilera Malta    |                       |                       |                       |
| V   | 1983 | Raúl Andrade Moscoso       |                       |                       |                       |
| VI  | 1984 | José María Vargas          |                       |                       |                       |

### Desde 1986
|        |      | Actividad literaria       | Actividad cultural          | Actividad artística         | Actividad científica               |
| VII    | 1986 | Alejandro Carrión Aguirre | Leslie Wright Durán Ballén  | Eduardo Kingman Riofrío     | Plutarco Naranjo Vargas            |
| VIII   | 1987 | José Rumazo González      | Antonio Parra Velasco       | Galo Galecio                | Miguel Salvador                    |
| IX     | 1988 | Gabriel Cevallos García   | Edmundo Ribadeneira         | Enrique Tábara              | Augusto Bonilla Barco              |
| X      | 1989 | Jorge Enrique Adoum       | Jorge Pérez Concha          | Araceli Gilbert de Blomberg | Misael Acosta Solís                |
| XI     | 1991 | Pedro Jorge Vera          | Hernán Crespo Toral         | Oswaldo Guayasamín          | Agustín Cueva Dávila               |
| XII    | 1993 | Nelson Estupiñán Bass     | Gerardo Guevara Viteri      | Alfredo Palacio Moreno      | José Varea Terán                   |
| XIII   | 1995 | Adalberto Ortiz           | Jorge Salvador Lara         | Enrique Gil Calderón        | Luis A. Romo Saltos                |
| XIV    | 1997 | Ángel Felicísimo Rojas    | Nicolás Kingman Riofrío     | Oswaldo Viteri              | Alfonso Rumazo González            |
| XV     | 1999 | Efraín Jara Idrovo        | Yela Loffredo de Klein      | Oswaldo Muñoz Mariño        | Juan Larrea Holguín                |
| XVI    | 2001 | José Martínez Queirolo    | Filoteo Samaniego Salazar   | Jorge Swett Palomeque       | Rodrigo Fierro Benítez             |
| XVII   | 2003 | Galo René Pérez           | Tránsito Amaguaña           | Leonardo Tejada             | Jorge Marcos Pino                  |
| XVIII  | 2005 | Rodolfo Pérez Pimentel    | Luis Enrique Fierro         | Theo Constanté              | Rodrigo Cabezas Naranjo            |
| XIX    | 2006 | Diego Luzuriaga           | Edgar Palacios Rodríguez    | Miguel Donoso Pareja        | Ramón Lazo                         |
| XX     | 2007 | Carlos Eduardo Jaramillo  | Jaime Galarza Zavala        | Aníbal Villacís             | Frank Weilbauer                    |
| XXI    | 2008 | Alicia Yánez Cossío       | Rodrigo Pallares            | Carlos Rubira Infante       | Eduardo Villacís Meythaler         |
| XXII   | 2009 | Euler Granda              | Horacio Hidrovo Peñaherrera | Estuardo Maldonado          | Magner Turner Carrión              |
| XXIII  | 2010 | Julio Pazos Barrera       | Jorge Núñez Sánchez         | Esperanza Cruz Hidalgo      | Claudio Cañizares Proaño           |
| XXIV   | 2011 | Rafael Díaz Ycaza         | Guillermo Ayoví Erazo       | Luigi Stornaiolo Pimentel   | José Amén Palma                    |
| XXV    | 2012 | Abdón Ubidia              | Luis Silva Parra            | Luis Silva Parra            | Eugenia María del Pino Veintimilla |
| XXVI   | 2015 | Fernando Tinajero         | Pilar Bustos                | Pilar Bustos                | Luis Cumbal                        |
| XXVII  | 2016 | Jorge Dávila Vázquez      | Beatriz Parra               | Beatriz Parra               | Manuel Cruz Padilla                |
| XXVIII | 2018 | Fernando Cazón Vera       | Enrique Males               | Enrique Males               | Marcelo Cruz                       |
| XXIX   | 2020 | Juan Valdano              | Álvaro Manzano              | Álvaro Manzano              | Katya Romoleroux                   |
| XXX    | 2022 | Javier Vásconez           | Patricia González           | Patricia González           | Segundo Moreno Yánez               |
| XXXI   | 2024 | Jorge Martillo            | Estelina Quinatoa           | Estelina Quinatoa           | Eduardo Kingman Garcés             |

### Categorías suprimidas
La categoría "Instituciones públicas o privadas que apoyan la cultura" se otorgó a partir de 2001, siendo eliminada del Premio a partir de los cambios establecidos en la edición de 2012. Los ganadores de la categoría fueron:
| Edición | Año  | Institución pública o privada                     |
| ------- | ---- | ------------------------------------------------- |
| XVI     | 2001 | Parque Histórico Guayaquil                        |
| XVII    | 2003 | Casa de la Cultura Ecuatoriana                    |
| XVIII   | 2005 | Academia Ecuatoriana de la Lengua                 |
| XIX     | 2006 | Orquesta Sinfónica Nacional                       |
| XX      | 2007 | Grupo folclórico Tierra Caliente, de Petita Palma |
| XXI     | 2008 | Editorial y museo Abya Yala                       |
| XXII    | 2009 | Academia Nacional de Historia de Ecuador          |
| XXIII   | 2010 | Ballet Folclórico Nacional Jacchigua              |
| XXIV    | 2011 | Fundación Ecuatoriana de Olimpiadas Especiales    |